# Hattie Johnson
Hattie J. Johnson, ameriški podčastnica in športna strelka, * 18. september 1981.
Johnsonova je sodelovala na poletnih olimpijskih igrah leta 2004 (strelstvo, zračna puška).
Je članica U.S. Army Marksmanship Unit in šestkratna državna prvakinja Idaha.
Poročena je z Robbyjem Johnsonom, tudi strelec.